# Västerbotten
För andra betydelser, se Västerbotten (olika betydelser).
Västerbotten (på latin: Botnia occidentalis) är ett landskap i Norrland i nordöstra Sverige. Det gränsar i öster till Bottenviken och Kvarken, i söder till Ångermanland och i väster och norr till Lappland, samt i norr till Norrbotten. Största tätort är Umeå.

## Historia

### Forntiden

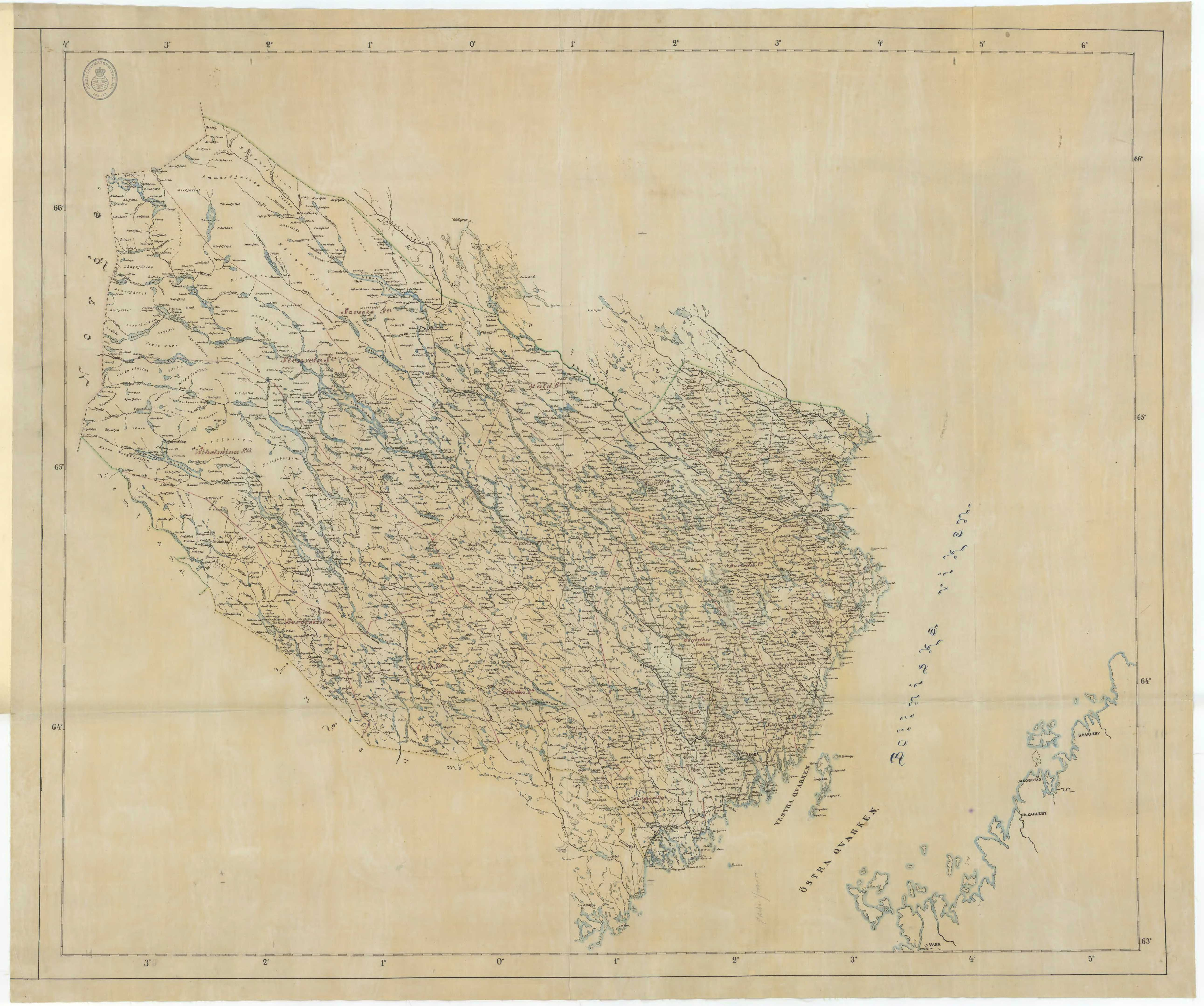
Äldre landskapskarta över Västerbotten och södra Lappland.

Arkeologin har belagt att det funnits människor i Västerbotten från stenåldern, men forntida fynd är färre än i övriga landet, och befolkningen måste ha varit gles och fåtalig under hela forntiden. Vattennivån var mycket högre, både i havet och i älvarna. Folk vandrade in till Västerbotten från alla väderstreck ca 8000 f.Kr. Stenålderskulturen i Västerbotten kännetecknas av små härdar, vilka inte är belägna vid strandkanter. Det fanns ingen renjägartid i Västerbotten som det gör i till exempel Finland, utan människorna där jagade älg. Förekomst av flinta visar att människorna hade långväga kontakter under äldre stenålder.
Från yngre stenåldern finns hällristningar vid Norrforsen nedanför Stornorrfors kraftverks dammbyggnad i byn Norrfors väster om Umeå vid E12. Man har också påträffat förhistoriska skidor, som är 5200 år, Kalvträskskidan sydväst om Skellefteå. Rödockragravar som under samma tid finns i omgivande landskap saknas från tiden i Västerbotten.
2000 f.Kr. upphör boplatsvallarna att byggas, och samtidigt vandrar folk in som visar samma kultur som i södra Skandinavien.
Under bronsåldern uppstår en kulturell klyfta mellan kust och inland. Vid kusten finns flitiga kontakter med Ryssland och Sibirien, medan folket i inlandet troligen börjar ägna sig åt renskötsel. Vid kusten finns flera gravar från bronsåldern, men inga boningshus, medan det förhåller sig på omvänt sätt i fjällen. Det finns en boplatsvall i Sävar från bronsåldern, och en näraliggande fångstgrop. Boplatsvallen var troligen sommarbostad. Söder om Umeå finns bronsföremål i en grav.
Under bronsålder börjar en kulturell gräns mellan Västerbotten och sydligare regioner att märkas. I Västerbotten förekommer inte långhus och jordbruk i samma utsträckning som söderöver men rester av bebyggelse med långhus har hittats väster om stadsdelen Backen i Umeå under 2013. Fyndet av långhusen innebär att det funnits en jordbrukande bofast befolkning vid kusten under bronsåldern vilket man inte trodde tidigare. Det används samma gravar vid kusten under järnåldern som under bronsålder: rösen och stensättningar. De flesta boplatser som återfunnits verkar vara tomtningar och härdar. Spåren av härdarna brukar antas vara några av de första arkeologiska beläggen för skogssamernas kultur. Av järnföremål från epoken har endast sparsamt återfunnits.

### Medeltiden

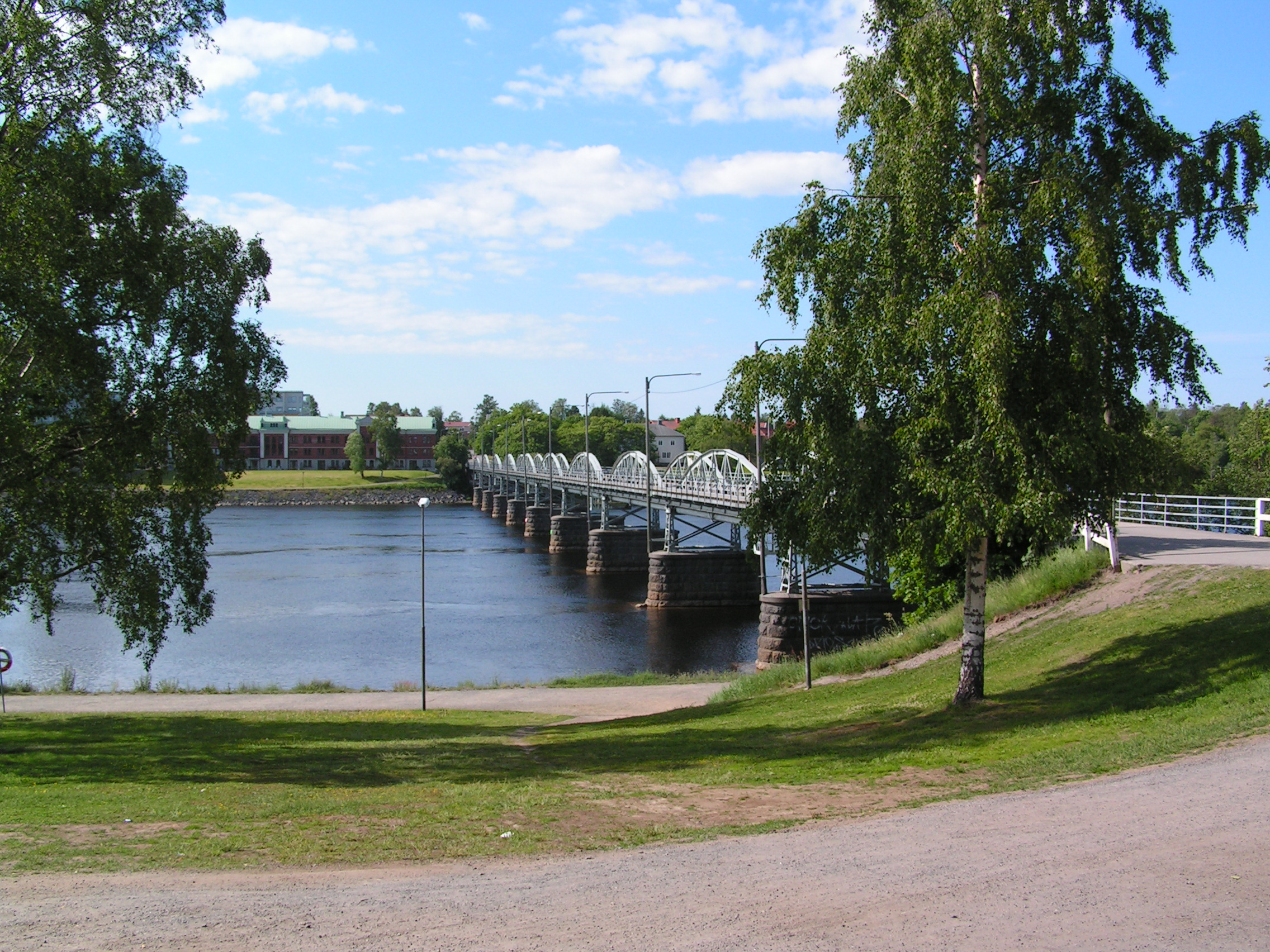
Gamla bron i Umeå över Umeälven.

Under medeltiden kristnades Västerbotten. Första gången området nämns i källorna är 1314, då Umeå och Bygdeå nämns som kyrkosocknar och beskattas. Samtidigt skedde en kolonisation av kustlandskapet. Den allmänna uppfattningen är att nuvarande Västerbotten betraktades som hälsingarnas allmänning, och att en nybyggarverksamhet av etniska svenskar vilka var bönder, skedde successivt, från Ångermanland och norrut, och att denna nybyggarverksamhet på 1300-talet hade nått Bygdeå. En del gårdar i Västerbotten kan vara från järnåldern, men den stora expansionen började först på 1300-talet.
Kolonisation fanns dock längre norrut utefter kusten i Rutvik som ligger i Nederluleå socken nuvarande Luleå kommun, omnämns första gången år 1339 i ett bevarat testamente efter Svenald, en man boende på orten.
Nuvarande Torneås historia började med att Svensarö (dagens Seskarö) i Torne älvs mynning började bebyggas. Planer på att anlägga en stad längst upp i Bottenviken hade redan Johan III som 1585 gav uppdrag åt Gerhard Eimer att utföra stadsplaner.
Naturtillgångar gavs som förläningar åt kyrkan och adeln. Klyftan mellan kust och inland förstärktes. Samtidigt börjar det område som Västerbotten utgör att bli svenskt kameralt.
Från tidig medeltid härrör ortnamn med -böle och -mark. Några ortnamn tros vara av samiskt ursprung, till exempel Kåddis. Många ortnamn har dunkelt ursprung. Det fanns fyra socknar i Västerbotten år 1400, Umeå, Bygdeå, Lövånger och Skellefteå.
Jordbruket slog igenom på medeltiden och blev den viktigaste näringen, vid sidan av jakt, fiske och handel. Klyftan mellan kust och inland tog sig uttryck i en etnisk skillnad mellan samer och svenskar.[källa behövs]
Farvägarna till Västerbotten var huvudsakligen vattenburna, och de centrala orterna är belägna längs havs- och älvstränder. Under medeltiden fanns inga körbara vägar i Västerbotten, bara gång- och ridstigar, däribland Norrstigen som gick längs kusten. Under Johan Graans tid som landshövding byggdes den första landsvägen, huvudsakligen på samma plats som Norrstigen. Den var 1668 farbar från Umeå till Luleå.
Birkarlar hade monopol på handel med samerna från Pite lappmark och norrut, och samerna började beskattas på 1500-talet. Kontakterna med Ryssland och Karelen fortsatte efter medeltidens slut, och var påtaglig under kampen om herravälde över det västerbottniska kustlandet. Så sent som på 1490-talet hävdade Ryssland rätt över Bjuröklubb och marken norr om detta. Fram till 1500-talet var handeln med Karelen viktig för kustmarkerna runt Bottniska viken. I Torneå hamn fanns en marknad, och enligt ett memorial av en lappfogde var handeln med ryssarna koncentrerade hit vid tiden för Gustav Vasa. 1549 ägde en bonde i Västerbotten köpmannabod vid Torneå marknad, där han troligen krängde päls som skjutits i landskapet. Vid början av 1600-talet bedrev dock ryssarna storskalig handel med skinn så långt söderut som Umeå och ut i lappmarkerna, från gård till gård eftersom det ännu inte fanns städer.
Huruvida kyrkor bildades vid marknadsplatser, eller om det var tvärt om, är ett något kontroversiellt område. På medeltiden var emellertid marknadsplatser och kyrkor belägna i anslutning till varandra. Landsköpmän, bönder som också bedrev köpmanskap i Västerbotten, och bottnakarlar, väster- och norrbottniska borgare i Stockholm med bottnaskutor, bedrev personligen handel med Stockholm ända till 1600-talet, då Umeå stad grundades och borgarna fick monopol på handeln. Hantverk bedrevs likaså av bönderna. Bottniska handelstvånget påverkade ekonomin, liksom införandet av grundregalen som gav kronan rätt att ta avrad eller skatt för till exempel fisket (vattenregale).

### Från 1500/1600-talet till 1800-talet

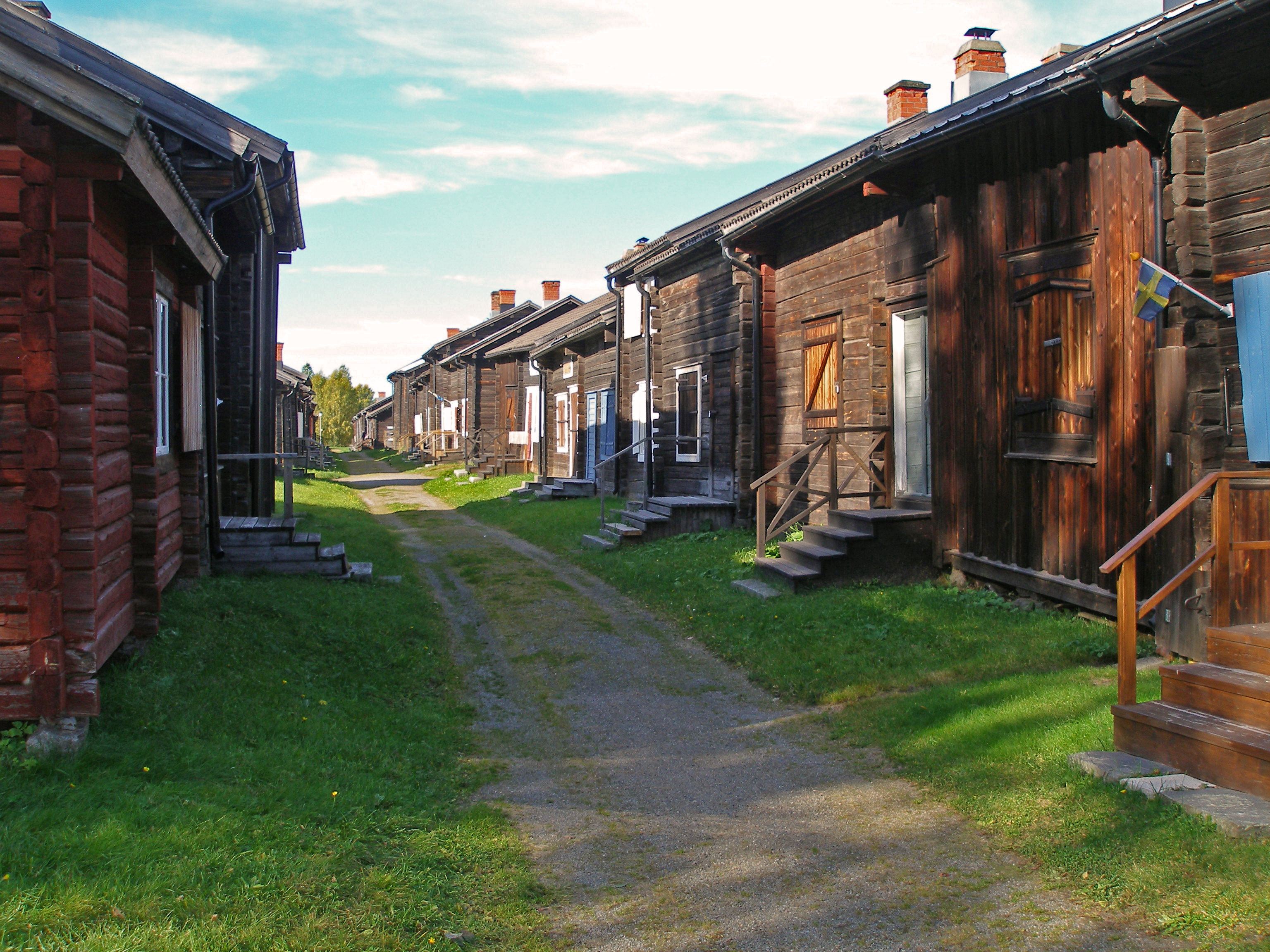
Bonnstan i Skellefteå.

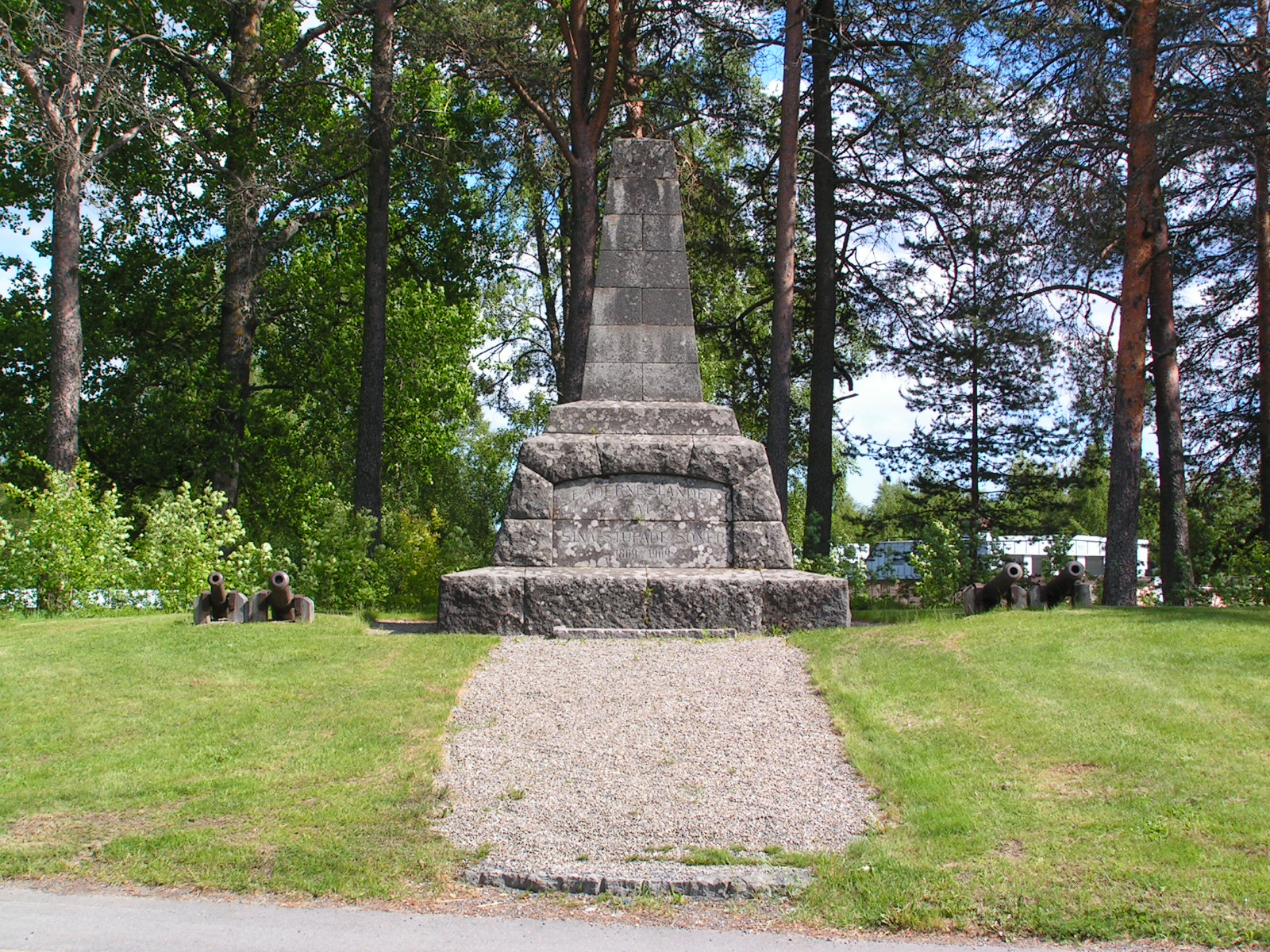
Monument i Sävar över träffningen vid Ratan och slaget vid Sävar 1809, de sista slagen under finska kriget.

Västerbotten var länge mycket glesbefolkat. Enligt skatteboken för Västerbotten år 1413 hade Skellefteå 60 hushåll ("rökar"), Lövånger 20 och Bygdeå 40, vilket sammantaget motsvarar en befolkning på ungefär 1 200 personer. Från Umeå socken saknas uppgifter. Burträsk, som tillhörde Skellefteå socken, hade 67 bönder 1540, och Umeå (inklusive Sävar, Umeå stad och landsförsamling, Holmön, Vännäs, Hörnefors, Granön och Degerfors) hade år 1543 ca 450 hushåll. Samer inräknas inte i dessa uppgifter. Befolkningstillväxten var liten ända till 1700-talet, när nybyggare lockades till Västerbotten. Dessa nybyggare kom från bygden och från Finland. År 1758 fanns 4 100 personer i Skellefteå socken och Lövånger hade 150 hushåll och 60 soldater samma år. Umeå socken hade 603 hushåll ("rökar") år 1771 vilket innefattade 45 nybyggare, men 1721 uppgick hushållen endast till 298.
Jordbruket var från 1500-talet inriktat på ensädesbruk, oftast med korn, och boskapsskötsel (kor och getter), och jakt och fiske var viktiga näringar. Klimatet på 1500-talet var mycket gott, men mot slutet av århundradet började den lilla istiden, då hemman lämnades öde och fisket inåt landet upphörde. I Västerbotten beskattades människorna både individuellt och efter jordinnehav. Bågaskatt betalades som vinterskatt av varje man som kunde spänna en båge, fram till 1606, och tyder på att jakten var central. 1543 beskattades jord efter pundland och spannland åker, till en början som en sommarskatt, vilket 1605 övergick i beskattning på mantal och gällande året runt. Ett mantal i Västerbotten var åtta tunnor utsäd (det var olika i landet). Jordnaturen var oftast skattejord. 1678 fanns det enligt jordeboken frälse på 1 och 13/16 mantal i Umeå socken. Det tillhörde Per Eriksson Stake och utgjorde Erik Jacobssons jordegendom i Sörfors och Strand. Det var det enda frälse som fanns i Västerbottens södra fögderi.
Från 1500-talet värvades bondebefolkningen som soldater till Västerbottens fänika, och en stor andel av västerbottningarna var sedan soldater under indelningsverkets tid i Västerbottens regemente som utgjordes av 8 kompanier: Livkompaniet, Överstelöjtnantens kompani, Majorens kompani, Lövangers kompani, Kalix kompani, Bygdeå kompani, Skellefteå kompani och Piteå kompani. 1677 vann Västerbottens regemente slaget vid Landskrona. Kustlandet drabbades av de så kallade Rysshärjningarna under de sista åren av det stora nordiska kriget, 1714–1721, där gårdar brändes och kyrkor plundrades, och hela Umeå brändes ner. 1809 inträffade slaget vid Sävar, det sista slaget i Sverige, varunder många svenskar avled. Samtidigt utbröt en rödsotsepidemi som tog livet av en stor del av befolkningen. Kontakterna med Finland var mycket täta, och när Finland 1809 avträddes till Ryssland isolerade detta landskapet.
Länets förste läkare, Johan Heinrich Schönheit, rekryterades 1680 till Umeå som landsbarbermester och regementsfältskär. Från tidigt 1700-tal blev prästen Nils Grubb en tillskyndare för folkbildning i Västerbotten, till exempel höll läkaren Daniel Erik Næzén läsecirklar för Umeås borgare på 1790-talet. Detta utmynnade i starka folkrörelser, men också i väckelse- och nykterhetsrörelser. Samme Naezén var pådrivande för länets första lasarett, Gamla lasarettet, som färdigställdes år 1795 i Umeå, och är idag en av landets äldsta bevarande lasarettsbyggnader.
Åren 1675–1676 nåddes länet av hysterin kring häxor och rättegångar hölls i Lövånger, Bygdeå, Skellefteå och Umeå, men inga avrättningar utfördes.
Från 1600-talet började gruvdriften i norra Västerbotten, och den leddes av soldater, bruksknektar. Bruksindustrin i Västerbotten började på 1750-talet. Sågverk anlades under början av 1700-talet, och timmerflottning blev ett vanligt inslag i det västerbottniska samhället. Tjära var en viktig handelsvara, och 10 % av all tjära i Sverige under  1700-talet tillverkades i Västerbotten. I Ström och sedan Strömbäck utanför Umeå grundade Olof Malmerfelt ett glasbruk som var igång mellan 1748 och 1879, Strömbäcks glasbruk. Några årtionden senare anlades ett annat glasbruk i Byske. Järnbruk fanns i Fredriksfors, Robertsfors, Johannisfors, Sävar och Hörnefors. Ägare av de större verken och bruken var bröderna Forssell från Umeå (Sävar bruk), John Jennings och Robert Finley (Robertsfors bruk) och Gustav Fredrik af Ekenstam (Fredriksfors bruk). Häggströmska Handelshuset i Dalkarlså var en viktig arbetsgivare under 1800-talet. Bruksägarna lät bygga herrgårdar, däribland Baggböle herrgård (Dickson), Sävar herrgård och Norrfors herrgård. När sågverket i Robertsfors lades ner 1936 var det den sista vattensågen i Sverige. Bruksindustrin och sågverken var förutsättningar för den västerbottniska varvsindustrin, som under 1800-talet var mycket viktig. Det fanns flera skeppsvarv vid kusten, bland annat i Kåge, på Teg i Umeå, och Ursviken.
Svåra svältår i landskapet inträffade på 1740-talet och nödåret 1867. Under sistnämnda år blev det plötsligt en frostnatt den 18 juli, då all odling frös och förstördes. Därefter hann inte kornet mogna innan hösten. För att klara året uppmanade landshövding Erik Viktor Almquist invånarna att samla vilda växter att äta. Sockenbiblioteken köpte Gustava Schartaus Wälmenta råd i miss-wext-år, och församlingen spred kunskaper om att baka bröd av svinmålla, bark, lav och mossa. Västerbotten fick då nödhjälp och korn från sydligare landskap som skeppades ut från Umeå.

### Från 1800-talet till modern tid

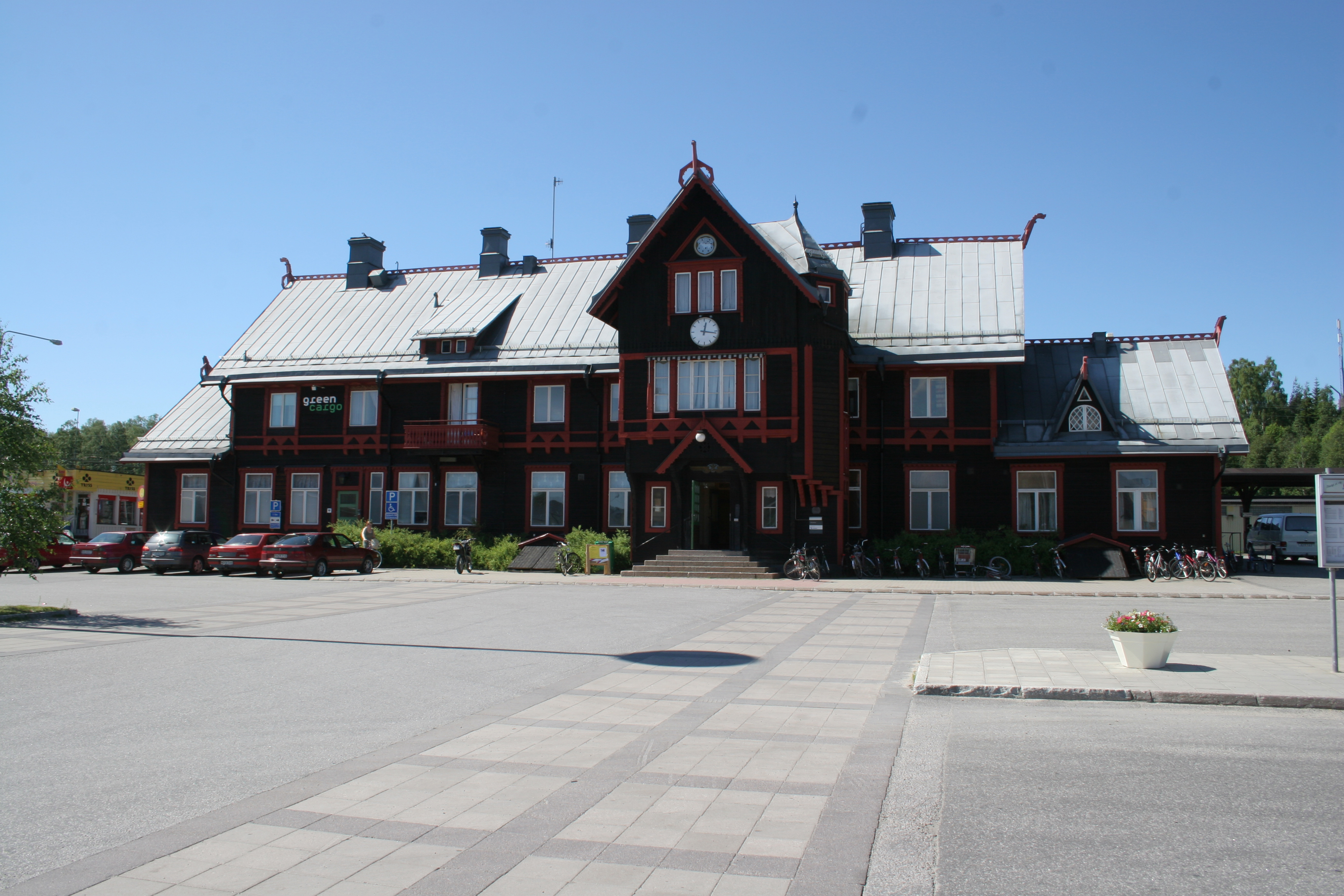
Stambanan knöt Västerbotten närmare södra Sverige. Här järnvägsstationen i Vännäs.

Mot 1800-talet hade ensädesbruket ersatts av vallsädesbruk. Vid ingången mot 1900-talet användes 10 % av åkrarna till kornodling, och växlades med rovor, potatis och grönfoder, samt något havre. 60 % av åkrarna användes till höodling. Västerbottenhästen var en Norrlandshäst som uppblandats med norska och finska raser, varför dess kropp var något större än arbetshästar i andra landskap i Norrland. På 1900-talet började bönderna i stället att köpa in Ardennerhästar och Västerbottenhästen försvann därmed. Västerbottenkon var en vitkullig fjällras, uppblandad med behornade brun- och svartfärgade raser. Under 1800-talet började bönderna blanda Västerbottenkon med algauertjurar och att importera raser. Den inhemska fårrasen var svart, men den blandades upp med vita cheviotfår under början av 1900-talet. Egna lantraser fanns också av grisar och getter. Västerbottens lantras av höns kallas Bjurholmshöna, vilka upptäcktes 2011. Det finns få uppgifter om höns i Västerbotten innan 1800-talet. På 1800-talet började leghornhöns köpas till landskapet.
När sågverken lades ner under början av 1900-talet, kom gruvdriften igång efter århundraden av försök, framför allt i norra Västerbotten. Bryggerier anlades på 1800-talet i bland annat Umeå (sedermera TILL-bryggerierna). Järnvägen nådde Västerbotten på 1890-talet, med stambanan och tvärbanor mot inlandet.
Även i övrigt slog industrialiseringen igenom på allvar på 1900-talet, ofta med uppfinningar från trakten (se nedan). Samtidigt skedde en befolkningsexplosion på vissa håll och utflyttning på andra. Umeå, till exempel, hade omkring år 1900 bara 5 000 invånare mot 100 000 år 1995. 1995 var 54 % av invånarna inflyttade (huvudsakligen studenter). Skellefteå såg å andra sidan en stor utflyttning under slutet av 1800-talet när sågverken lades ner, och de utvandrade antingen till Amerika eller blev nybyggare i fjällvärlden. För södra Västerbotten blev grundandet av högskolan, sedermera universitetet, i Umeå en avgörande förändring, som Gösta Skoglund brukar tillskrivas äran för.
Anläggandet av Botniabanan har präglat det södra kustområdet från 1990-talet.

## Geografi

### Natur och klimat

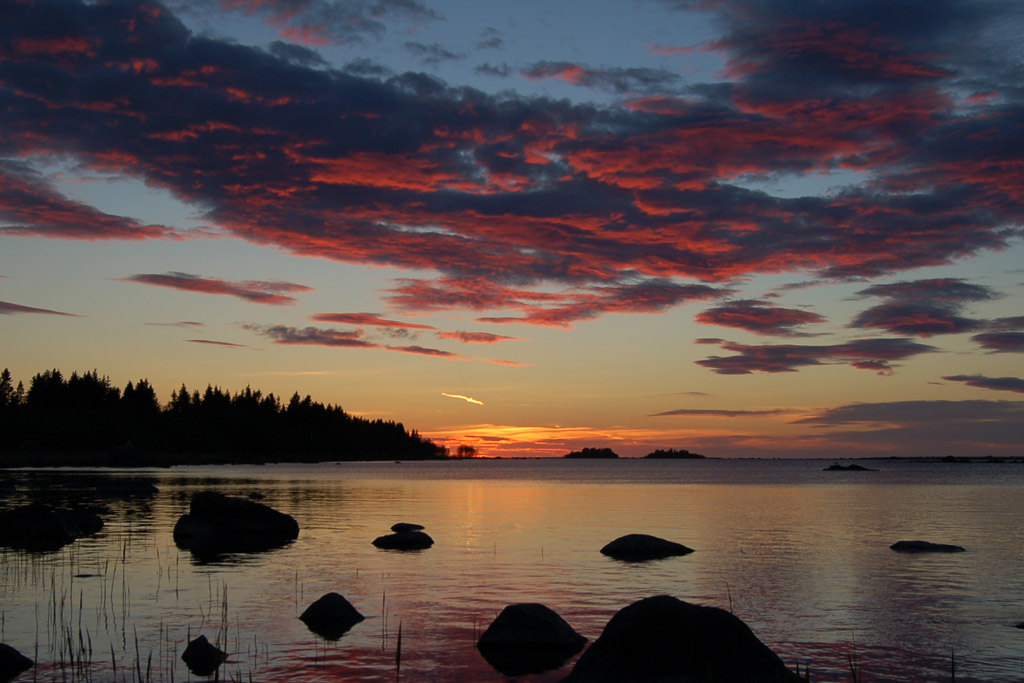
Solnedgång över Bottniska viken.

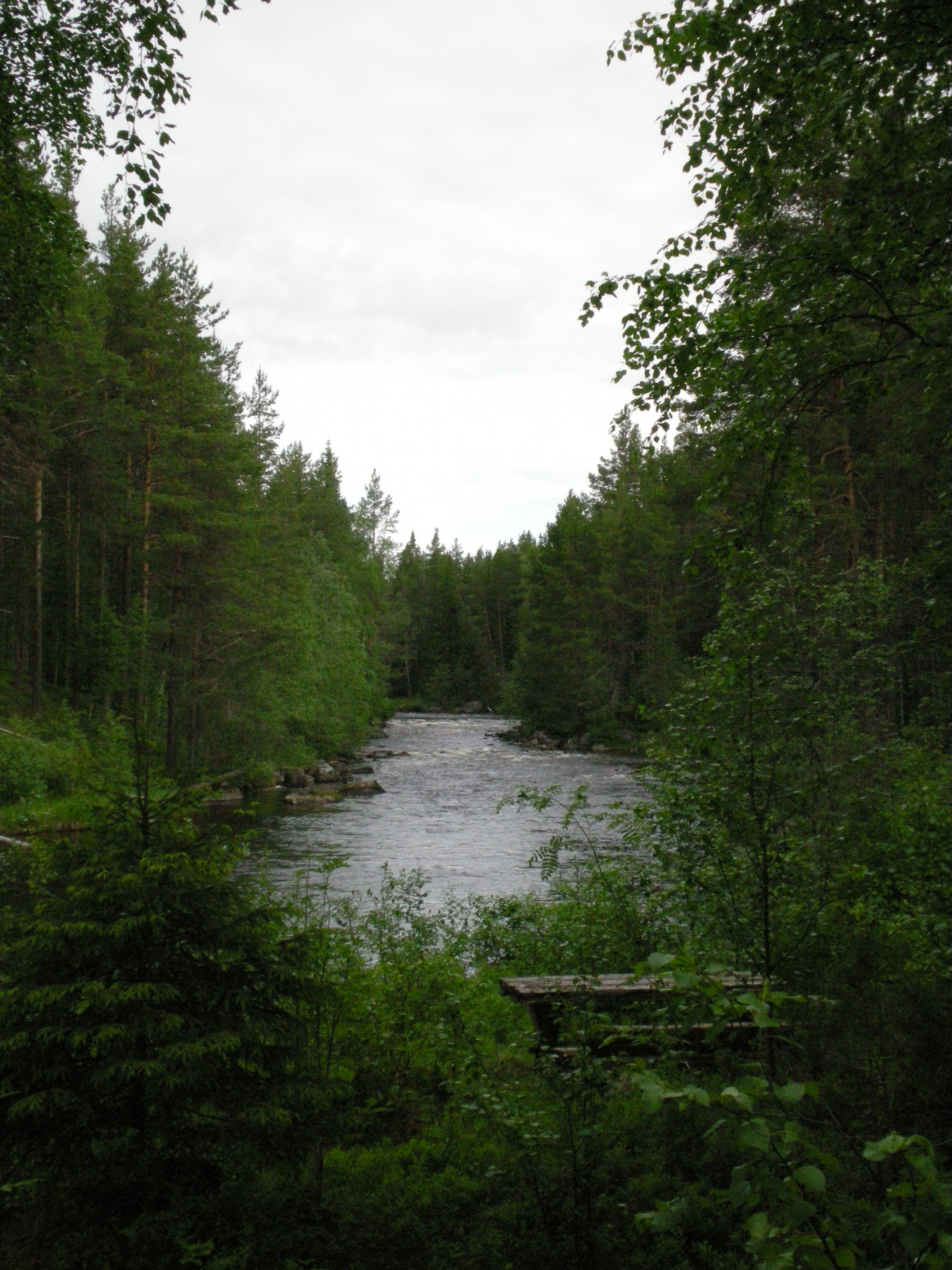
Åman, ett biflöde till Vindelälven.

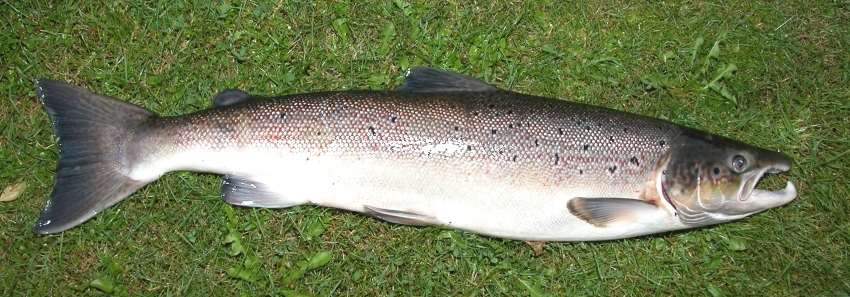
Landskapet är rikt på lax.

Västerbotten ligger direkt söder om Nordkalotten, och därmed direkt söder om polcirkeln, vilket påverkar landskapets ljusförhållanden. Efter vårdagjämningen har Västerbotten allt fler ljusa timmar per dygn, och om sommaren är nätterna ljusa. Efter höstdagjämningen har området däremot färre soltimmar än söderut. Holmön, som ligger i Västerbottens södra skärgård, har flest soltimmar per år i hela landet.
Naturen i Västerbotten och Lappland skiljer sig åt i flera hänseenden, trots att de är belägna på samma breddgrader. Inlandet är fjällrikt och högt beläget, medan Västerbotten är flackare med högsta punkter omkring 500 m ö.h. Dock finns landhöjningsområden i Västerbotten vid Kvarken. Landskapet har flera älvar i väst-östlig riktning, däribland Ume älv, Skellefte älv, och Vindelälven, samt många kustmynnande vattendrag. Dessa vattendrag är rika på fisk som havsöring, harr, flodnejonöga, gädda och abborre. Vattendragen används ofta till vattenkraft.
Vädret är varmare i öster och klimatzonerna blir högre inåt landet. Kustområdet har omkring 150 dygn per år med snö, medan de nordvästligaste delarna har snötäcke uppåt 200 dygn. I Umeå och Skellefteå brukar snön vara till 1 april, men bara några mil inåt landet ligger snötäcket kvar till omkring 1 maj.
Geologiskt består landskapet av urbergsområdet som möter fjällområdet (Kaledoniderna) i väster. Fjällens bergarter är mycket unga och bildades under devon. Urbergsområdet bildades under prekambrium av den baltiska urbergsskölden, och är rikt på sedimentgnejs, revsundsgranit, skiffer, jörngranit och sorselegranit. I norra kustområdet finns vulkanit och där är halten skiffer högre. Granat finns i den grå gnejsen i sydöstra landskapsdelen. Sediment- och ådergnejset inåt landet innehåller biotit glimmer och granit. Gruvor finns bland annat i trakterna runt Skellefteå. I landskapet bryts, och har det brutits, bly, koppar, zink, guld och arsenik. Västerbotten består huvudsakligen av moränjord, med torv, sand och mo. Lerhalten är högre och lerjordar vanligare i inlandet än i kustområdet. Mindre områden i hela Västerbotten utgörs av isälvssediment. Lokalt finns marker vid kusten där jordtäcket är mycket tunt, och lokalt finns lithosol och instabil brunjord. Jordmånen är dock framför allt podsol och blekjord. Jorden är rik på magnesium och kalcium.
Omkring 80 % av Västerbotten är skog. Därtill finns myrmarker. Våtmarker och vattendrag upptar en stor del av ytan. Jordbruk och odling bedrivs i hela Västerbotten, dock är bebyggelsen tätare vid älvmynningarna i öster.
Barrskogsområdet i Västerbotten är en utlöpare av taigan. Större delen av all skogsmark i landskapet består av tall och gran. Storskalig avverkning har inneburit att andelen gammal skog är liten, särskilt närmast kusten, men medveten skogspolitik under 1900-talet har lett till att denna andel ökar. I länet Västerbotten utgör lövskog endast 3 % av all skogsmark, men andelen skog som innehåller betydande del lövträd ökar. Lövskogar består av björkskog och blandad lövskog. Lövträd i den västerbottniska skogsmarken är framför allt björk och asp, men också gråal, hägg, rönn, och sälg.
Bland landskapets rovdjur kan nämnas lo, järv, björn, varg och kungsörn. I landskapet finns också mycket älg, bäver, mink, skarv, och säl. Uttern håller på att återetablera sig i hela landskapet, och likaså bisamråttan. Det är förbjudet att fiska flodpärlmusslan, som huvudsakligen lever i Norrland, vilket också gråhakedoppingen och lappugglan gör.
Blåsippa, fjällbrud, lummer och stor låsbräken är fridlysta. Västerbotten är ett av få landskap i Sverige där den fridlysta finnrosen växer vild , och finflikig brosklav förekommer i Sverige bara lokalt vid kustlandskapet i Västerbotten och Norrbotten.
Pors, backtimjan och missne finns vid kusten, men inte längre norrut än i landskapet. Vid kusten finns också arktiska växter som klapperstarr, och i östra Västerbotten går den norra gränsen för liljekonvalj och vita näckrosor. På grund av landhöjningen finns det rikligt med havtorn vid kusten. På kallare platser finns typiska fjällväxter som nordisk stormhatt, kvanne och fjällnejlika. I taigan finns typiska nordryska växter som skvattram. Av bär finns förutom blåbär och lingon, hjortron, åkerbär, måbär, kråkbär och tranbär.
I Skeppsvik finns Sveriges mest utpräglade drumliner.

### Hydrografi
| Sjöar - Bodträsket - Burträsket - Bygdeträsket - Norsjön - Nydalasjön - Storsävarträsket - Stöcksjön - Tavelsjön - Storkågeträsket | Vattendrag - Åbyälven - Tåmeälven - Byskeälven - Kågeälven - Skellefteälven - Bureälven - Malån - Mångbyån - Rickleån (Bygdeälven) | Vattendrag - Dalkarlsån - Sävarån - Täfteån - Tavelån - Umeälven - Vindelälven - Norrmjöleån - Åhedån - Sörmjöleån |

## Indelningar

### Indelningar till 1611

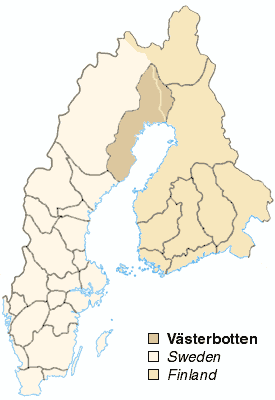
Västerbottens historiska utbredning, inklusive nuvarande Norrbotten men utan lappmarkerna.

I den äldsta bevarade urkunden om områdets historia, sexårsgärden från 1314, räknas socknarna Umeå och Bygdeå ännu till Ångermanland. Ångermanland och nuvarande Västerbotten ingick i det så kallade Stor-Hälsingland, vilket framgår av Hälsingelagen, en landskapslag som även gällde Umeå, Bygdeå och landet norr däröver. Till skillnad från nuvarande Ångermanland och Medelpad betalade inte nuvarande Västerbotten skatt till ledungen, utan fick själva försvara sin mark i utbyte mot bågaskatt.
Det fanns fyra socknar i Västerbotten år 1400, Umeå, Bygdeå, Lövånger och Skellefteå. Under 1400-talet formerades sedan en gräns mellan Ångermanland och det nordligare område som vanligen kallades för Norra botten, senare Västerbotten. Den kom att gå mellan Nordmalings socken i söder och Umeå socken i norr. Gränsen blev dock inte officiellt fastslagen förrän 1766, varvid den kom att gå genom den sydligaste delen av Umeå socken. Eftersom inga förändringar skett sedan dess har Västerbottens sydgräns fortfarande samma sträckning. Den börjar vid havet nordost om Norrbyn i nuvarande Umeå kommun, fortsätter upp till Råberget öster om Pengsjön, bryter åt väster över Pengsjöns sydligaste del, fortsätter därifrån genom den sydvästligaste delen av Vännäs kommun och vidare genom den östligaste delen av Bjurholms kommun till Vitberget söder om Örträsk.
Norra Botten omfattade området på båda sidor om Kvarken och Bottenviken och utgjorde under en period Korsholms län. Gränsen mellan Torne och Kemi socknar kom så småningom att också utgöra gräns mellan de historiska landskapen Västerbotten och Österbotten samt mellan Uppsala och Åbo stift. Denna gräns utgick vid kusten från Kakamajoki strax ovanför Kemi älv och gick därifrån norrut innan den böjde av mot Muonioälven. Gränsen gällde ända tills Finland skildes från Sverige 1809.
Namnet Västerbotten nämns första gången 1454, och inbegrep då även nuvarande Norrbotten och det historiska landskapet Österbotten. På 1400-talet styrdes Västerbotten av riddaren på Korsholms slott, i dagens Gamla Vasa i det nutida landskapet Österbotten i Finland, Nils Gustafsson (Rossviksätten) och hans son Erik Puke (Rossviksätten).

### Indelningar från 1611

#### Län och landskap
I anslutning till 1634 års regeringsform kom Västerbotten, som då sträckte sig mer norrut än nu, att tillhöra Norrlands län. 1638 bildades Västerbottens län som en utbrytning ur Norrlands län och landskapet har sedan dess tillhört detta län. Umeå blev residensstad. En av de första landshövdingarna var Johan Graan, som delvis var av samiskt ursprung.
Västerbottens nuvarande nordgräns fastställdes 1810 i samband med att Norrbottens län bildades, men var från början bara avsedd som länsgräns, inte landskapsgräns. Fortfarande anser många att det som kallas landskapet Norrbotten egentligen är en del av landskapet Västerbotten, men den uppfattningen torde numera vara i minoritet.
Även lappmarkerna räknades i vissa sammanhang länge till samma landskap som kustområdet. Landskapets västgräns, lappmarksgränsen, fastställdes 1751 till 1766.

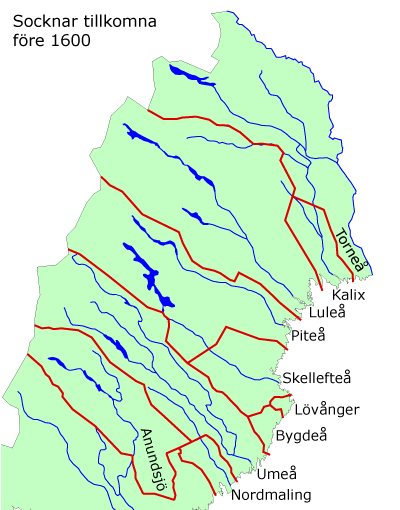
socknar 1600

#### Socknar
Södra Västerbotten
- Umeå socken fanns innan 1600, se ovan
- Degerfors socken från 1768/1800
- Holmöns socken från 1802
- Sävars socken från 1823
- Vännäs socken från 1825
- Holmsunds socken från 1863
- Hörnefors socken från 1913/1914

Mellersta Västerbotten
- Bygdeå socken fanns innan 1600, se ovan
- Lövångers socken fanns innan 1600, se ovan
- Nysätra socken från 1624/1820
- Burträsks socken från 1606

Norra Västerbotten
- Skellefteå socken fanns innan 1600, se ovan
- Byske socken från 1875
- Bureå socken från 1914
- Jörns socken från 1834/1892
- Norsjö socken från 1834

Umeå stad fick sina första stadsprivilegier 1588 och tillhörde judiciellt till 1971 Umeå rådhusrätt. 1845 tillkom Skellefteå stad som fick rådhusrätt 1879.

#### Fögderier
Socknarna i hela Västerbotten hörde till
- 1720 till 1728 Västerbottens södra fögderi

Socknarna i södra och mellersta Västerbotten hörde till
- 1728 till 1843 Västerbottens första fögderi

Socknarna i södra Västerbotten och Bygdeå socken hörde till
- 1843 till 1946 Umeå fögderi, dock Degerfors och Bygdeå socknar bara till 1918.
- 1918 till 1946 Degerfors fögderi för Degerfors och Bygdeå socknar
- 1946 till 1971 Umeå södra fögderi för Hörnefors, Vännäs och Holmsunds socknar
- 1946 till 1971 Umeå norra fögderi för Degerfors, Umeå, Sävars och Holmöns socknar
- 1946 till 1971 Burträsks fögderi för Bygdeå socken
- 1971-1990 Umeå fögderi

Socknarna i mellersta Västerbotten hörde till
- 1843-1869 Västerbottens andra fögderi dock ej Bygdeå socken
- 1843-1918 Umeå fögderi för Bygdeå socken
- 1869-1918 Skellefteå fögderi, dock ej Bygdeå socken
- 1918-1946 Degerfors fögderi
- 1946-1971 Bursträsks fögderi
- 1971-1990 Umeå fögderi för Bygdeå och Nysätra socknar
- 1971-1990 Skellefteå fögderi för Lövångers och Burträsksa socknar

Socknarna i norra Västerbotten hörde till:
- 1728 till 1869 Västerbottens andra fögderi
- 1869-1990 Skellefteå fögderi, dock Bureå socken mellan 1946 och 1970 till Burträsk fögderi och Byske, Jörns och Norsjö socknar samma tid till Norsjö fögderi

#### Lagsaga, domsagor och tingsrätter
Västerbotten utbröts ur Upplands lagsaga 1611 till Norrlands lagsaga när den bildades. 1718-1719 ingick området i Umeå läns lagsaga, för att från 1720 ingå i Ångermanlands och Västerbottens lagsaga tills denna avskaffades 1849.
Först 1671 inrättades häradsrätter i området som då delades in i tingslag och domsagor. Fram till 1680 tillhörde hela Västerbotten en domsaga, Västerbottens domsaga. Från 1680 till 1820 ingick området i Västerbottens södra kontrakts domsaga därefter fanns till 1971  Västerbottens södra domsaga och Västerbottens norra domsaga, från 1969 benämnd Skellefteå domsaga.  Dessutom från 1858 till 1971  Västerbottens mellersta domsaga samt mellan 1921 och 1965 Umeå domsaga. För Umeå stad fanns sedan till 1971 Umeå rådhusrätt för Umeå stad som från 1965 också var domsaga för Umeå socken
1971 bildades Skellefteå tingsrätt, Umeå tingsrätt samt Umebygdens tingsrätt som redan 1974 uppgick i Umeå tingsrätt.

#### Kommuner 1952-1970
Städer (2 st):
| - Skellefteå stad | - Umeå stad |

Köpingar (2 st):
| - Holmsunds köping | - Vännäs köping |

Landskommuner (15 st):
| - Bureå landskommun - Burträsks landskommun - Bygdeå landskommun - Byske landskommun - Degerfors landskommun - Holmöns landskommun - Hörnefors landskommun | - Jörns landskommun - Lövångers landskommun - Norsjö landskommun - Nysätra landskommun - Skellefteå landskommun - Sävars landskommun - Umeå landskommun - Vännäs landskommun |

Förändringar 1952-1970

1 januari 1965

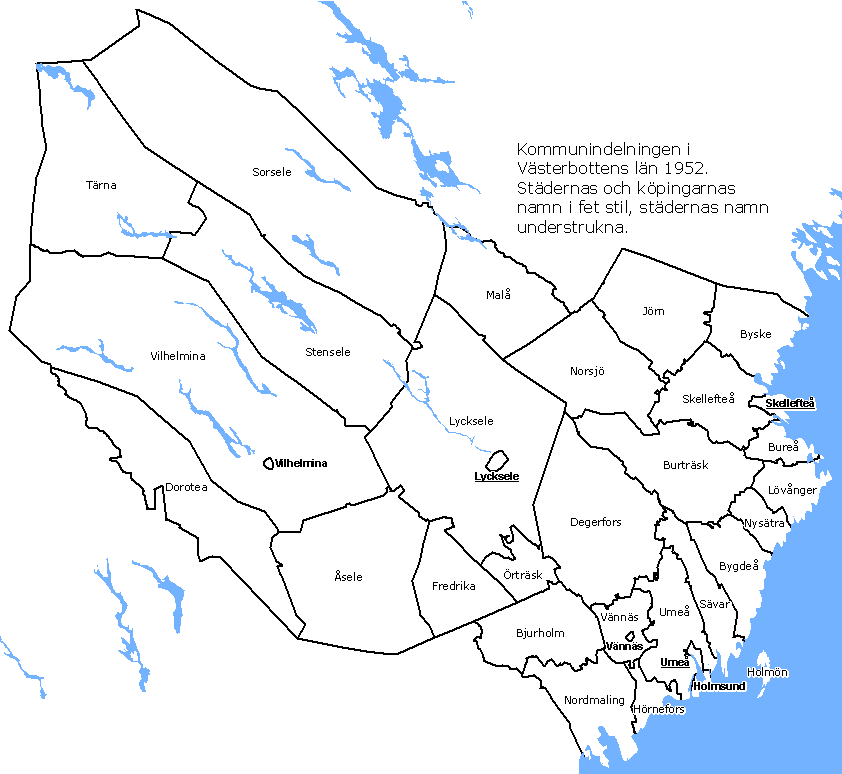
Kommunindelningen i Västerbottens län 1952. Länsgränsen är den samma idag som då.

- Umeå landskommun uppgick i Umeå stad.

1 januari 1967
- Bureå landskommun, Byske landskommun, Jörns landskommun och Skellefteå landskommun uppgick i Skellefteå stad.

1 januari 1969
- Degerfors landskommun bytte namn till Vindelns landskommun.

#### Kommuner från 1971
Landskapet består sedan 1971 av följande kommuner:
- Norsjö kommun
- Robertsfors kommun
- Skellefteå kommun
- Umeå kommun
- Vindelns kommun
- Vännäs kommun

## Demografi
| Befolkningsutveckling i Västerbotten 1910–2020 | Befolkningsutveckling i Västerbotten 1910–2020 | Befolkningsutveckling i Västerbotten 1910–2020 | Befolkningsutveckling i Västerbotten 1910–2020 | Befolkningsutveckling i Västerbotten 1910–2020 |
| ---------------------------------------------- | ---------------------------------------------- | ---------------------------------------------- | ---------------------------------------------- | ---------------------------------------------- |
|                                                |                                                |                                                |                                                |                                                |
| år                                             |                                                |                                                | folkmängd                                      |                                                |
| 1910                                           | 1910                                           |                                                | 108 972                                        | 108 972                                        |
| 1920                                           | 1920                                           |                                                | 120 289                                        | 120 289                                        |
| 1930                                           | 1930                                           |                                                | 131 898                                        | 131 898                                        |
| 1940                                           | 1940                                           |                                                | 141 898                                        | 141 898                                        |
| 1950                                           | 1950                                           |                                                | 151 899                                        | 151 899                                        |
| 1960                                           | 1960                                           |                                                | 159 526                                        | 159 526                                        |
| 1970                                           | 1970                                           |                                                | 166 396                                        | 166 396                                        |
| 1980                                           | 1980                                           |                                                | 180 459                                        | 180 459                                        |
| 1990                                           | 1990                                           |                                                | 191 133                                        | 191 133                                        |
| 2000                                           | 2000                                           |                                                | 199 302                                        | 199 302                                        |
| 2010                                           | 2010                                           |                                                | 211 884                                        | 211 884                                        |
| 2020                                           | 2020                                           |                                                | 228 239                                        | 228 239                                        |
| Källa: Statistiska centralbyrån (SCB) via fiwp |                                                |                                                |                                                |                                                |

## Kultur

### Dialekter

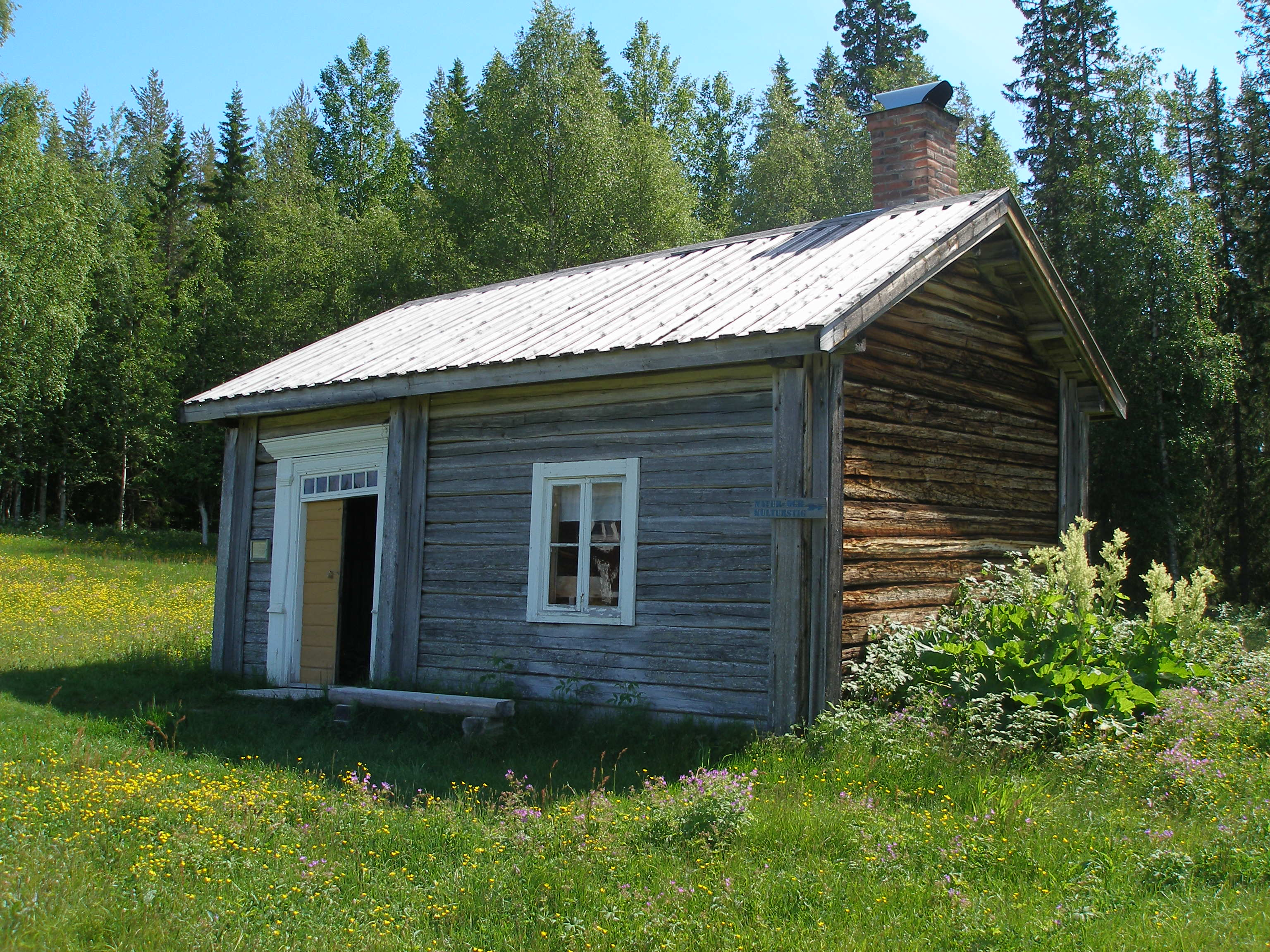
Gammal bagarstuga i Rismyrliden.

De kanske mest kända västerbottniska dialekterna är de bondska som talas i nordöstra delen av Västerbottens län, Burträsk-, Norsjö-, Lövånger- och Skelleftemålet. De kännetecknas bland annat fonetiskt av ett främre sje-ljud, tjocka n och l, morfologiskt av avkapade stavelser (till exempel "eint"), och en rik melodiskhet.

### Gastronomi
Till landskapets matkultur hör Västerbottensost, getost, palt, anrättningar av åkerbär och hjortron, viltkött av älg och ren, samt tunnbröd. Mandelpotatis och lax är typisk västerbottnisk mat, och rökerier finns framför allt vid södra kusten.
Till äldre matkultur hör mesost och tätmjölk, samt både blodbröd och blodpalt. Förr kunde blod också användas till pannkaka. Under början av 1900-talet fanns många bärtorkerier i Västerbotten, men innan dess var det sällan människor åt bär, annat än lingon. Svamp började också användas i mat under 1900-talet. Under nödår när säden frös gjordes barkbröd förr.

### Hembygdskultur
Huvudartikel: Folkdräkter från Västerbotten
Det finns 16 folkdräkter i Västerbotten, tio kvinnodräkter och sex mansdräkter. Västerbottensdräkten skapades på 1920-talet. Mansdräkten har svarta långbyxor, skinnkaskett, svart jacka, och rosengångvävd väst. Kvinnodräkten har svart yllekjol, tambursömbroderad bindmössa, och randigt förkläde. Den västerbottniska hemslöjden har traditionellt utmärkt sig med verk i näver och tennbroderier, men är också inriktad på bruksföremål i trä (björk, sälg, rönn), och modern slöjd i alla tekniker. Sameslöjden utmärker sig med verk i renhorn, läder och björkrot.
Till kulturhistoriska byggnader hör fäbodar, härbre och bodar. Med Västerbottensgård avses så kallad nordsvensk gårdstyp, med bagarstuga vid mangårdsbyggnaden och uthuslänga. Uthuset är både fäbodslänga och lada för hö och annat foder. Mangårdsbyggnaden som avses med Västerbottensgård är en parstuga som har halv övervåning med stockvarvshöga fönster. En annan vanlig, äldre bostadstyp är korsbyggda hus med skorsten i mitten. Logarna är som regel placerade på åkrarna, medan bodarna finns närmare mangårdsbyggnaden. Många men inte alla bodar är byggda på stolpar och har ibland två våningar. Dubbelbodar med två dörrar ut är vanliga i landskapet. Medan mangårdsbyggnaden målas röd, är bodar och logar omålade.

### Sport

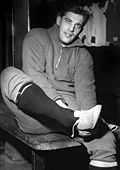
Gunnar Nordahl, Sveriges förste fotbollsproffs, kom från Hörnefors.

Umeå universitet har en idrottshögskola och en idrottsmedicinsk enhet. Elitidrottscentrum Norr är likaså belägen i Umeå. Idrottsgymnasier i landskapet finns till exempel i friidrott och innebandy. Förutom elitidrott har satsningar gjorts på handikappidrott, vilket organiseras av Västerbottens handikappsidrottsförbund. Brännbollsyran går av stapeln varje år i Umeå.
Gabriel Hjertstedt var första svensk att vinna PGA-touren i USA.
Vinteridrotter är centrala grenar i hela Västerbotten, både på motions- och elitnivå. IF Björklöven, Skellefteå AIK Hockey, Umedalens IF, IFK Umeå, Umeå IK, är några av de större klubbarna, men bara i Umeå finns 300 idrottsföreningar vilket i antal är fler än någon annan stad i samma storlek i Sverige. Låglandskapet i östra Västerbotten och den långa vintern har gjort att det finns många skidspår där för längdåkning. Utförsåkning finns i hela regionen. Bland skidåkare från landskapet Västerbotten finns Per Elofsson, Arthur Häggblad, Assar Rönnlund, Toini Gustafsson Rönnlund, Martin Lundström, och Gösta Andersson (längdåkare). Lag Gustafson vann flera VM i curling under 1900-talet, Umeå IK:s damlag i fotboll tillhörde Sverigeeliten och Europatoppen under 2000-talets första decennium, och Gunnar Nordahl från Hörnefors var Sveriges första fotbollsproffs i historien. Även hans bröder  Bertil, Knut, Gösta och Göran var framstående fotbollsspelare.

### Musik, teater, film och litteratur
Från Västerbotten kommer musiker som Dennis Lyxzén (Refused), Frida Hyvönen, Eva Dahlgren, Lars Lystedt, Jonas Knutsson, Morgan Ågren, Lisa Miskovsky, Sahara Hotnights, The Wannadies, Jonas Degerfeldt, Berndt Egerbladh, Tove Styrke och Erik Friman (Fricky) samt författare som Torgny Lindgren, Stig Larsson, Stieg Larsson, P O Enquist, Astrid Väring, Sara Lidman, Lars Widding, Anita Salomonsson, Åke Lundgren, Nikanor Teratologen, samt teatermannen Lars-Levi Læstadius. Poeten Gunnar Ekelöf hade band till Ytterhiske, liksom trubaduren Evert Taube hade band till Holmön. 
Historikerna Anders Magnus Strinnholm, Nils Ahnlund och Ossian Egerbladh var bördiga från Västerbotten. Från Västerbotten kommer glaskonstnären Gunnel Sahlin, och i Kulturmejeriet i Röbäck finns Glödheta glashytta.
I Umeå finns bland annat Västerbottens museum, Bildmuseet, Gitarrmuseet och Norrlandsoperan, och i Skellefteå Västerbottensteatern. Berättarkulturen har främjats med en årlig berättarfestival i Skellefteå, och vid Västerbottens museum i Umeå inrättades 2007 en befattning som berättarantikvarie.
Bland festivaler märks Trästockfestivalen i Skellefteå och i Umeå Brännbollsyran, House of Metal, MADE-festivalen, Umefolk, Umeå Open, Umeå Jazzfestival och Rum för performance, samt Visfestivalen på Holmön.

### Vetenskap, uppfinningar och lärdom

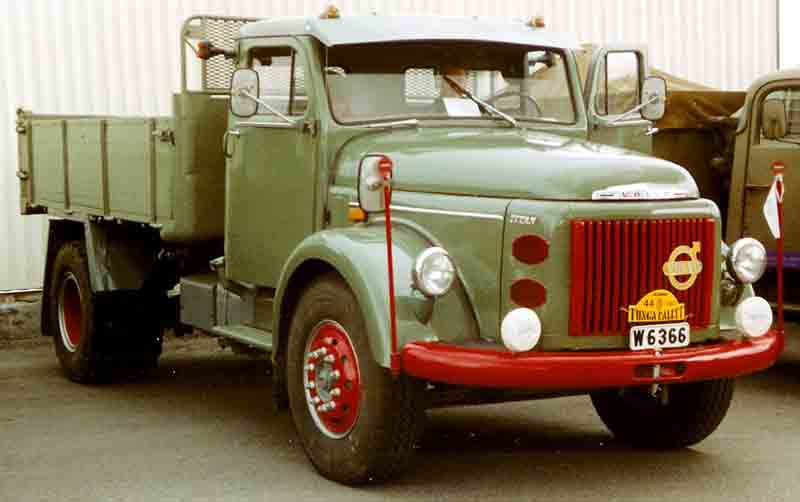
Storsäljaren Volvo Titan skapades av Gösta Nyström från Böleäng. Han uppfann också bilkarosser av metall i stället för trä, vilket som bekant slog igenom i hela världen.

Sveriges förste riksbibliotekarie och riksantikvarie samt förste språkforskare med mera, var Johannes Bureus som hade band till Bureå och vilken skrev en släktbok om sina släktingar i Västerbotten (den så kallade Bureätten). Hans kusin Olof Bure var bland annat stadsplanerare, och adlades med namnet Bure efter Bureå. Hans bror var Anders Bure, adlad med föregående, var Sveriges förste matematiker och han grundade det svenska lantmäteriet. Deras bror Jonas Bure, tillika adlad, var Sveriges andre riksarkivarie. Petter Gedda från Lövånger gjorde den första kartan över Sveriges kuster. En sentida kartograf och lantmätare var Per Henrik Widmark.

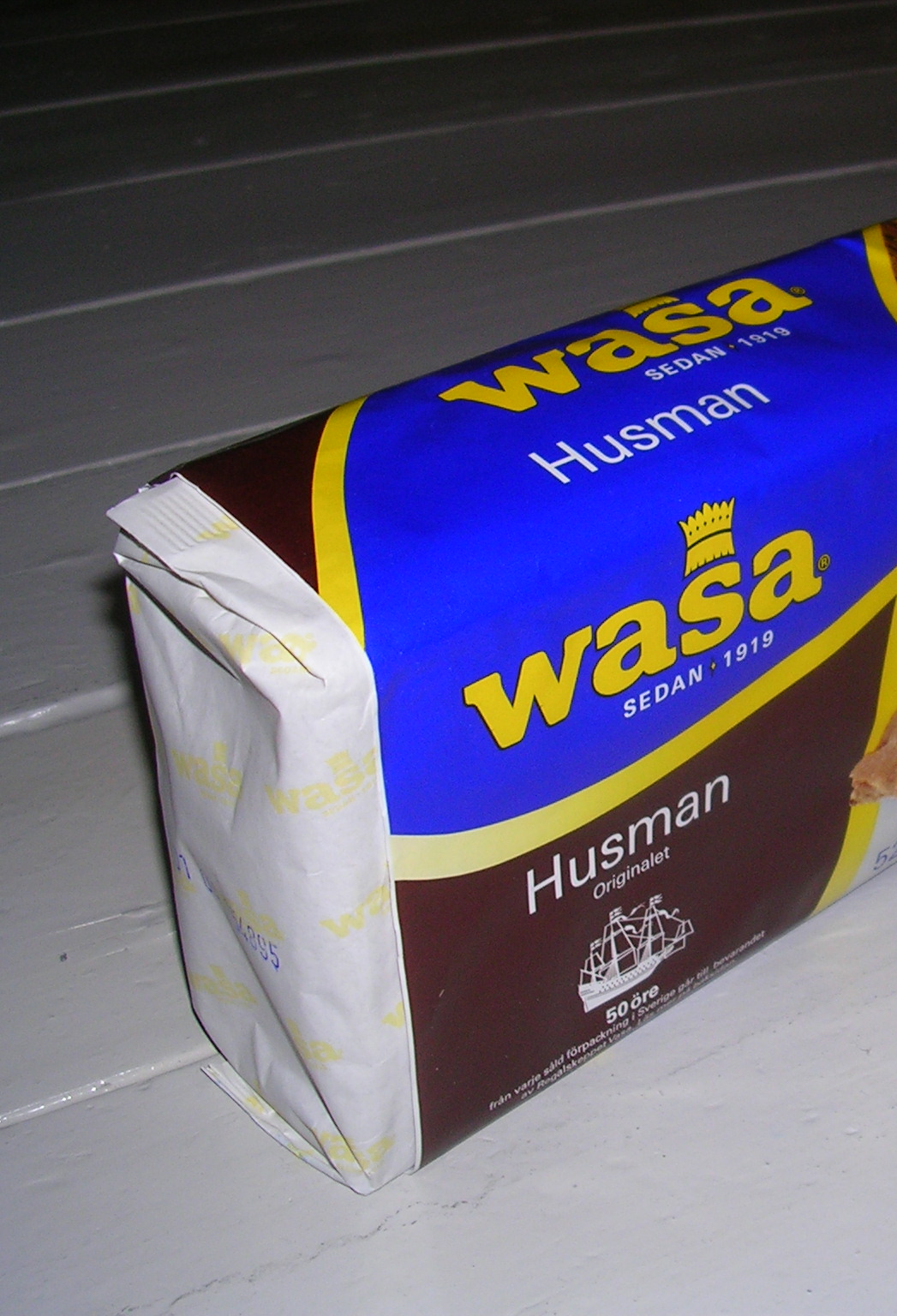
Karl Edvard Lundström från Skellefteå grundade företaget Wasabröd.

Ärkebiskop Petrus Kenicius kom från Baggböle, och var en av Sveriges första fyra doktorer i teologi. Från ovan nämnda Bureätten hörde ytterligare många ärkebiskopar fram till frihetstiden: Andreas Laurentii Björnram, Olaus Martini, Mattias Steuchius, Johannes Steuchius, Erik Benzelius d.y., Jakob Benzelius, Henric Benzelius, Samuel Troilius, och Uno von Troil.
Eric Burman från Bygdeå införde meteorologin till Sverige i det att han var den förste som utförde regelbundna observationer över väderleken, den förste som gjorde väderleksprognoser, och lät instifta 14 väderstationer i landet. På 1700-talet verkade kyrkoherde Nils Grubb i en anda av folkbildning, och komminister Pehr Stenberg var en pionjär inom hembygdsforskning. Biskopen och historikern Carl Gustaf Nordin, som sedermera blev ledamot av Svenska akademien, växte upp i Bygdeå, och härstammade på mödernet från Stöcksjö. Andra framstående kyrkliga personer är Carl Olof Rosenius. Erik Olof Burman från Umeå var en framträdande filosof under sekelskiftet mellan 1800- och 1900-talen.
Alvar Lindmark från Burträsk knöt samman religionen och tekniken när han påverkad av berättelsen om Jakobs stege uppfann hissanordningar, och grundade Alimak Hek. Gösta Nyström från Böleäng uppfann bland annat den första stålkarossen, och hans verksamhet uppgick sedan i Volvo Lastvagnar med vilka han hade ett nära samarbete genom utformning av till exempel Volvo Titan och utveckling av säkerhetskontroller. I Brännland skapade Karl-Ragnar Åström Sveriges första frontlastare på 1940-talet, och hans företag är idag världsledande på marknaden. Wasabröd bildades av Karl Edvard Lundström från Skellefteå. Bröderna Birger och Göran Lundberg startade på 1940-talet Bröderna Lundbergs Mekaniska i Skellefteå. Deras lastmaskiner av typen baklastare tillverkade i samarbete med Volvo BM revolutionerade under 1950 och 60-talet hela entreprenadsektorn. 26 000 lastmaskner tillverkades under 30 år.
Västerbottens första läroverk bildades redan 1858 i Umeå, och utbildning började då bli en av södra Västerbottens kärnverksamheter. Övre Norrlands folkskollärarinneseminarium grundades 1879, och 1956 började högskoleverksamheten i Umeå, i form av Tandläkarinstitutet. Den akademiska utbildningen i Umeå fick 1965 status av universitet, och har sedan kompletterats med Arkitekthögskolan, Designhögskolan, Handelshögskolan, Konsthögskolan – och dessutom finns i Umeå Sveriges lantbruksuniversitet (SLU), fakulteten för skogsvetenskap. Vid sidan av universiteten är FOI ett centralt forskningsinstitut. Både Umeå universitet och Luleå tekniska universitet är involverade i Campus Skellefteå, där det bedrivs forskning och utbildning inom bland annat trä, datorgrafik/datorspel, elkraft, omvårdnad och socialt arbete. Här finns också Nordiska scenografiskolan och forskningsinstitutet SP Trätek.
Från Vännäs kom Arvid Gustaf Högbom som var en ledande mineralog och geolog i Sverige med internationellt erkännande. Paul Hellström var växtbiolog innan han blev jordbruksminister. Fysikern och förre rektorn för Uppsala universitet Bo Sundqvist är född i Lövånger, idéhistorikerna Sverker Sörlin och Tore Frängsmyr i Åsele respektive Skellefteå, och forskaren Bi Puranen är från Sävar.

## Ekonomi och infrastruktur

### Näringsliv

#### Statistik
Västerbottens Handelskammare ägs av 300 västerbottniska företag, vilka tillsammans står för 80 % av länets sysselssättning. Den offentliga sektorn är den största arbetsgivaren i landskapet, totalt och per kommun. I Umeå kommun är Umeå universitet den tredje största arbetsgivaren och Sveriges lantbruksuniversitet den sjunde, och andelen människor anställda vid industrier hög. Jord- och skogsbruket sysselsätter endast 0,9 %. I Robertsfors kommun är 25 % anställda inom tillverkningsindustrin, och 8 % är sysselsatta i jordbruket, medan tillverkningsindustrin i Norsjö kommun sysselsätter 28 % och jordbruket 5 %. I Vännäs kommun, som ligger inåt landet, är bara 3 % verksamma i jordbruket. I Vindelns kommun är en stor andel egenföretagare, men i Skellefteå kommun är en stor andel anställda vid Boliden Mineral AB.

#### Jord-, skogsbruk och fiske

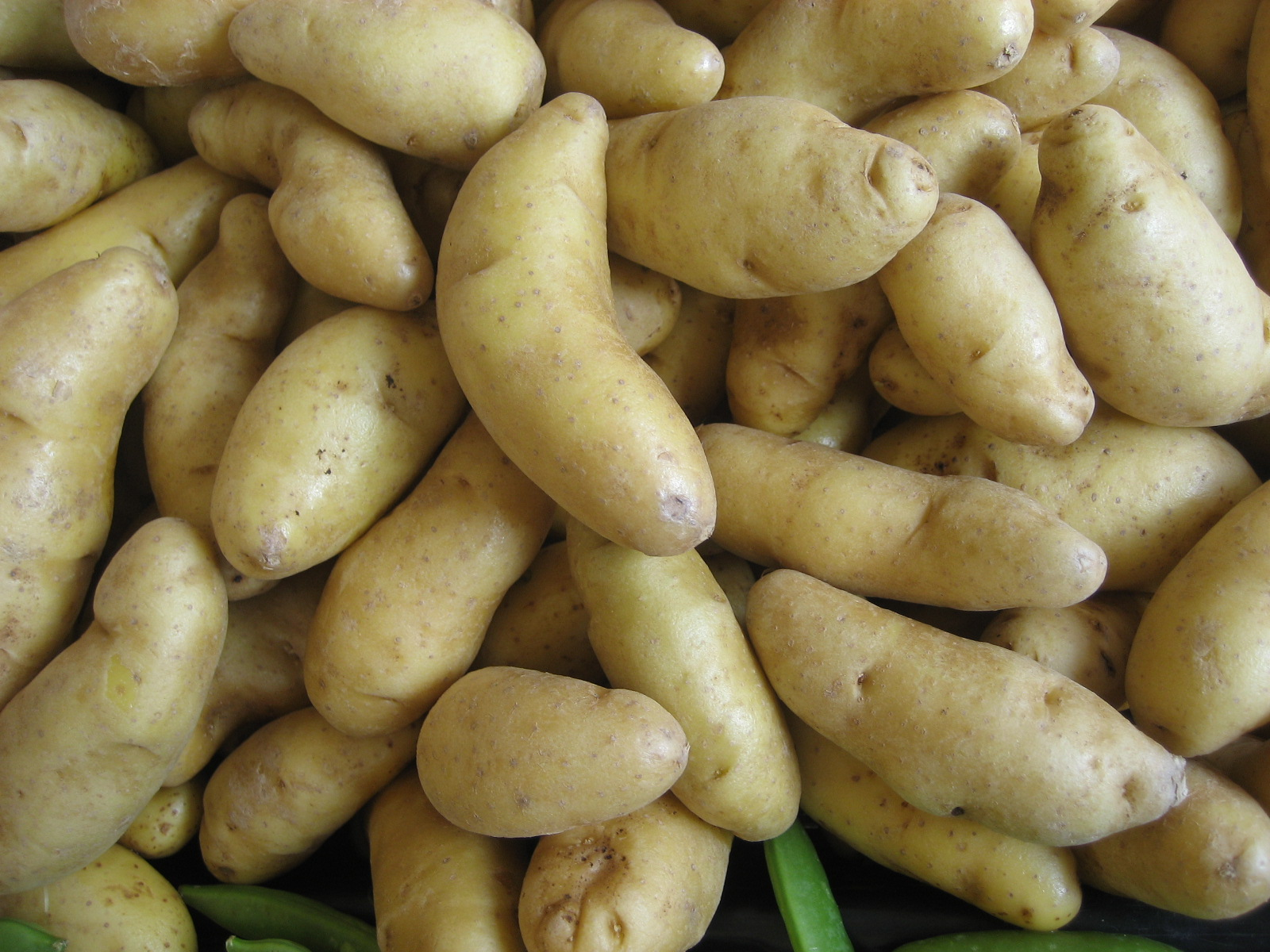
Skördad mandelpotatis. Potatis odlas i stor utsträckning, såväl matpotatis som utsäde.

Den odlade marken upptar en liten del av landskapet, men av mjölkprodukter är landskapet mer än självförsörjande. En medelstor västerbottnisk bondgård har mellan 20 och 30 kor, men yngre lantbruk inriktas ofta på omkring 50-100 kor och ibland upp till 150. Grisuppfödning har traditionellt varit stor i hela länet, men har av ekonomiska skäl miskat sedan 1990-talet. Klimatet leder till att skörden av potatis är mindre än riksgenomsnittet, men kvaliteten är generellt sett högre än söderut. Detta beror på att potatisen i Västerbotten mer sällan drabbas av sjukdomar. Det odlas både matpotatis och utsäde. Spannmål odlas nästan bara vid kusten, där växtzonen är lägre, och är nästan uteslutande djurfoder. Norrmejerier har mejerier i Umeå och Burträsk. Företaget i helhet står för 6 % av den svenska mjölkproduktionen.
Fiskodling av regnbåge och röding bedrivs sedan 1981 i magasinen som bildas i de reglerade älvarna.

#### Industri
Träindustrin är på grund av naturtillgången stor i Västerbotten. Sådana industrier innefattar sågat virke samt tillverkning av papper, pappersmassa, träfiberskivor, träpellets och limfog. Därtill förekommer produktion av trähus, trävaror, snickerier och möbler. SCA Packaging Obbola är en av Europas största tillverkare av liner som sedan brukas till wellpapp. Volvo lastvagnar har en fabrik söder om Ume älv, i Alimak Hek i Skellefteå tillverkas bygghissar och plattformar, och vid Ålö AB tillverkas frontlastare. Smältverket Rönnskärsverken är det enda företaget i metallindustrin. Det ägs av Boliden AB. I Bygdsiljum finns familjeföretaget Martinsons som är Sveriges största producent av limträ och KL-trä, och ledande i Norden på träbroar och stomsystem.
I Björkdalsgruvan i Kåge utvanns på 1990-talet mest guld av alla gruvor i Europa. I gruvan i Renström bryts många slag av metaller, och i Storlidengruvan bryts sulfidmalm.

### Infrastruktur

#### Transporter
Det finns två flygplatser i landskapet Västerbotten: Umeå City Airport och Skellefteå flygplats. Järnvägsnätet består av stambanan, med två tvärbanor mot kusten, Vännäs–Holmsund och Bastuträsk–Skelleftehamn, samt två tvärbanor mot inlandsbanan, Hällnäs–Storuman och Jörn–Arvidsjaur. En ny järnväg, Botniabanan, byggdes under början av 2000-talet genom kustlandet upp till Umeå. Planer finns på att förlänga denna med Norrbotniabanan. Traditionellt har järnvägen varit viktig för godstrafiken.
Väg E4 löper längs kusten och E12 från Holmsund förbi Vännäs och vidare västerut längs Umeälven.
Vid kusten finns fyra hamnar: Kåge, Skellefteå, Rönnskär och Umeå. Från Umeå går passagerartrafik till Vasa i Finland, men hamnarnas viktigaste roll är godstrafiken.